# Anuschawan Danieljan
Anuschawan Danieljan (armenisch Անուշավան Դանիելյան; * 1. August 1956 in Bolnis-Chatschen, Georgische SSR, Sowjetunion) ist ein armenischer Politiker der international nicht anerkannten Republik Arzach. Er war vom 30. Juni 1999 bis zum 12. September 2007 Premierminister Bergkarabachs.
Danieljan diente von 1975 bis 1977 in der Roten Armee. Nach seiner Entlassung aus dem Wehrdienst engagierte er sich in den Organen des Komsomol und der Kommunistischen Partei im Tiflisser Erzbergbau- und -verarbeitungsbetrieb Madneuli. 1985 beendete er ein Studium an der Universität Simferopol. Von 1983 arbeitete er – zunächst neben dem Studium – bei der regionalen Komsomolabteilung der Krim. 1987 bis 1990 war Danieljan stellvertretender Leiter der Handelsschule des sowjetischen Atomenergieministeriums in Simferopol. Ab 1990 war er Abgeordneter im Regionalparlament der Krim und wurde später zum stellvertretenden Parlamentspräsidenten gewählt. Darüber hinaus war er 1989 bis 1996 Vorsitzender und seither Ehrenvorsitzender der Armenischen Gesellschaft der Halbinsel Krim. 1994 wurde er zum Präsidenten des Internationalen Armenierkongresses gewählt. Ende der 1990er Jahre ging Danieljan nach Armenien, wo er zunächst eine Kabelfabrik in Jerewan leitete. Am 1. Juli 1999 wurde er vom damaligen Präsidenten der Republik Bergkarabach, Arkadi Ghukassjan zum Premierminister ernannt. Er behielt dieses Amt bis 2007, als er von Arajik Harutjunjan abgelöst wurde.